# NASCAR Winston Cup 1977
De NASCAR Winston Cup 1977 was het 29e seizoen van het belangrijkste NASCAR kampioenschap dat in de Verenigde Staten gehouden wordt. Het seizoen startte op 16 januari met de Winston Western 500 en eindigde op 20 november met de Los Angeles Times 500. Cale Yarborough won het kampioenschap voor de tweede keer in zijn carrière. De trofee rookie of the year werd uitgereikt aan Ricky Rudd.

## Races
Top drie resultaten, exhibitie- en kwalificatiewedstrijden staan niet vermeld.
| '  | Datum  | Race                    | Circuit                         | Winnaar         | Tweede          | Derde           |
| 1  | 16-jan | Winston Western 500     | Riverside International Raceway | David Pearson   | Cale Yarborough | Richard Petty   |
| 2  | 20-feb | Daytona 500             | Daytona International Speedway  | Cale Yarborough | Benny Parsons   | Buddy Baker     |
| 3  | 27-feb | Richmond 400            | Richmond International Raceway  | Cale Yarborough | Darrell Waltrip | Benny Parsons   |
| 4  | 13-mrt | Carolina 500            | North Carolina Speedway         | Richard Petty   | Darrell Waltrip | Donnie Allison  |
| 5  | 20-mrt | Atlanta 500             | Atlanta Motor Speedway          | Richard Petty   | David Pearson   | Cale Yarborough |
| 6  | 27-mrt | Gwyn Staley 400         | North Wilkesboro Speedway       | Cale Yarborough | Richard Petty   | Benny Parsons   |
| 7  | 3-apr  | Rebel 500               | Darlington Raceway              | Darrell Waltrip | Donnie Allison  | Richard Petty   |
| 8  | 17-apr | Southeastern 500        | Bristol Motor Speedway          | Cale Yarborough | Dick Brooks     | Richard Petty   |
| 9  | 24-apr | Virginia 500            | Martinsville Speedway           | Cale Yarborough | Benny Parsons   | Richard Petty   |
| 10 | 1-mei  | Winston 500             | Talladega Superspeedway         | Darrell Waltrip | Cale Yarborough | Benny Parsons   |
| 11 | 7-mei  | Music City USA 420      | Music City Motorplex            | Benny Parsons   | Cale Yarborough | Darrell Waltrip |
| 12 | 15-mei | Mason-Dixon 500         | Dover International Speedway    | Cale Yarborough | David Pearson   | Richard Petty   |
| 13 | 29-mei | World 600               | Charlotte Motor Speedway        | Richard Petty   | David Pearson   | Benny Parsons   |
| 14 | 12-jun | NAPA 400                | Riverside International Raceway | Richard Petty   | David Pearson   | Cale Yarborough |
| 15 | 19-jun | Cam 2 Motor Oil 400     | Michigan International Speedway | Cale Yarborough | Richard Petty   | Benny Parsons   |
| 16 | 4-jul  | Firecracker 400         | Daytona International Speedway  | Richard Petty   | Darrell Waltrip | Benny Parsons   |
| 17 | 16-jul | Nashville 420           | Music City Motorplex            | Darrell Waltrip | Bobby Allison   | Richard Petty   |
| 18 | 31-jul | Coca-Cola 500           | Pocono Raceway                  | Benny Parsons   | Richard Petty   | Darrell Waltrip |
| 19 | 7-aug  | Talladega 500           | Talladega Superspeedway         | Donnie Allison  | Cale Yarborough | Skip Manning    |
| 20 | 22-aug | Champion Spark Plug 400 | Michigan International Speedway | Darrell Waltrip | David Pearson   | Benny Parsons   |
| 21 | 28-aug | Volunteer 400           | Bristol Motor Speedway          | Cale Yarborough | Darrell Waltrip | Benny Parsons   |
| 22 | 5-sep  | Southern 500            | Darlington Raceway              | David Pearson   | Donnie Allison  | Buddy Baker     |
| 23 | 11-sep | Capital City 400        | Richmond International Raceway  | Neil Bonnett    | Richard Petty   | Benny Parsons   |
| 24 | 18-sep | Delaware 500            | Dover International Speedway    | Benny Parsons   | David Pearson   | Cale Yarborough |
| 25 | 25-sep | Old Dominion 500        | Martinsville Speedway           | Cale Yarborough | Benny Parsons   | David Pearson   |
| 26 | 2-okt  | Wilkes 400              | North Wilkesboro Speedway       | Darrell Waltrip | Cale Yarborough | Neil Bonnett    |
| 27 | 9-okt  | NAPA National 500       | Charlotte Motor Speedway        | Benny Parsons   | Cale Yarborough | David Pearson   |
| 28 | 23-okt | American 500            | North Carolina Speedway         | Donnie Allison  | Richard Petty   | Darrell Waltrip |
| 29 | 6-nov  | Dixie 500               | Atlanta Motor Speedway          | Darrell Waltrip | David Pearson   | Benny Parsons   |
| 30 | 20-nov | Los Angeles Times 500   | Ontario Motor Speedway          | Neil Bonnett    | Richard Petty   | Cale Yarborough |

## Eindstand - Top 10
| 1  | Cale Yarborough   | 5000 |
| 2  | Richard Petty     | 4614 |
| 3  | Benny Parsons     | 4570 |
| 4  | Darrell Waltrip   | 4498 |
| 5  | Buddy Baker       | 3961 |
| 6  | Dick Brooks       | 3742 |
| 7  | James Hylton      | 3476 |
| 8  | Bobby Allison     | 3467 |
| 9  | Richard Childress | 3463 |
| 10 | Cecil Gordon      | 3294 |